# Adoniran Barbosa
Adoniran Barbosa, eg. João Rubinato, född 6 augusti 1910 i Valinhos, död 23 november 1982 i São Paulo var en brasiliansk kompositör, skådespelare och sångare. Han var främst känd för sina karaktäristiska kompositioner inom sambatraditionen, och förknippas med den särskilda sambastilen "Samba Paulista(no)" från São Paulo. Som kompositör samarbetade han under mer än ett decennium med sambaorkestern Demônios Da Garoa, och det var genom denna orkester hans mest kända kompositioner spreds för allmänheten, t.ex. Trem das Onze, Saudosa Maloca, Iracema och Samba do Arnesto. Barbosas musik är starkt påverkad av Brasiliens folkliga kultur och gatuliv. Texterna beskriver vardagslivet i storstaden São Paulo, där det bor många invandrare från Italien, något som märks på att sångtexterna på brasiliansk portugisiska ofta innehåller grammatiska fel och italienska ord.

## Biografi
Adoniran Barbosa föddes 1910 som João Rubinato i staden Valinhos i närheten av Campinas i delstaten São Paulo. Hans föräldrar, Emma och Ferdinando Rubinato, var italienska invandrare från Cavarzere i regionen Venetien. Som barn arbetade han som springpojke och hjälpte även sin far, som arbetade för ett järnvägsföretag i Jundiaí. Familjen flyttade 1924 till Santo André där han arbetade i en fabrik. Under ungdomen lärde han sig tidens sambarepertoar huvudsakligen genom att lyssna på radio.
Efter att ha arbetat som bland annat som hembiträde, målare, vävare och rörmokare, utbildade sig Rubinato till metallarbetare på Liceu de Artes e Ofícios i São Paulo. Han började 1933 arbeta som sångare och senare discjockey för radiokanalen Rádio Cruzeiro do Sul i São Paulo, och fick efter att ha vunnit en tävling kontrakt på ett 15 minuter långt program varje vecka. Han gifte sig ungefär samtidigt med sin första fru Olga och fick en dotter tillsammans med henne. Äktenskapet varade emellertid mindre än ett år. Han fick sin första framgång som kompositör 1935, med marschen Dona Boa som han skrev tillsammans med José Aimberê. Marschen vann första pris i en tävling som staden São Paulo arrangerade inför karnevalen. Kompositionen var också den första som spelades in på skiva, med Raul Torres på Columbia Records. Rubinato tog artistnamnet Adoniran Barbosa som en hyllning till sambakompositören och sångaren Luís Barbosa och en tidigare kollega som hette Adoniran.
I början av 1940-talet flyttade han till radiokanalen Rádio Record där han lärde känna programledaren, komikern och kompositören Osvaldo Moles (1913–1982). Tillsammans med honom utvecklade han flera rollpersonligheter som förekom i sketcher och humoristiska radiopjäser. Sin första roll som skådespelare fick Barbosa i filmen Pif-Paf från 1945. Senare spelade han i många telenovelas och bland annat i Lima Barretos långfilm O Cangaceiro ("De vilda männen") från 1953, som fick pris som bästa äventyrsfilm vid filmfestivalen i Cannes 1953.
Han gifte sig med Matilde de Lutiis 1949. Äktenskapet varade över 30 år, och hon förekommer även i flera av hans kompositioner.
På 1970-talet gjorde Barbosa solokarriär som sångare och spelade in sitt första album 1973.
Adoniran Barbosa dog den 23 november 1982, 72 år gammal. Han efterlämnade omkring 90 publicerade kompositioner.
Hundraårsminnet av Barbosas födelse uppmärksammades 2010 bland annat genom att hans hemstad Valinhos och föräldrarnas hemstad Cavarzere i Italien blev vänorter. En bro över floden Etsch i Cavarzere uppkallades efter honom.

## Kompositioner i urval
- Malvina, (1951)
- Saudosa Maloca, (1951)
- Joga a Chave (1952), med Osvaldo Moles
- Samba do Arnesto, (1953)
- Tiro ao Álvaro (1960)
- Trem das Onze (1964)

## Diskografi i urval
- A Música Brasileira Deste Século - Adoniran Barbosa (1972)
- Seu Último Show (1979), liveinspelning

## Filmografi i urval
- Pif-Paf (1945)
- O Cangaceiro – De vilda männen (1953)
- Mulher de Verdade (1954)
- A Carrocinha (1955)